# La Chapelle-Montmoreau
La Chapelle-Montmoreau (trong tiếng Occitan La Chapela de Mont Maurelh) là một xã của Pháp, nằm ở tỉnh Dordogne trong vùng Aquitaine của Pháp. Xã này có diện tích 8,09 km2, dân số năm 2005 là 81 người. Xã nằm ở khu vực có độ cao trung bình 179 m trên mực nước biển.

## Thông tin nhân khẩu
| Năm    | 1962 | 1968 | 1975 | 1982 | 1990 | 1999 | 2005 |
| ------ | ---- | ---- | ---- | ---- | ---- | ---- | ---- |
| Dân số | 96   | 85   | 79   | 88   | 87   | 91   | 81   |